# Селевк II
Селевк II Каллінік (дав.-гр. Σέλευκος Β' Καλλίνικος; липня/серпня 265 до н. е. — грудня 225 до н. е.), прозваний Погоном (дав.-гр. Πώγων, Бородатим) — басилевс Держави Селевкідів у 246—225 до н. е.

## Походження
Селевк II був старшим сином селевкідського басилевса Антіоха II Теоса та його дружини Лаодіки I, котра походила з малоазійського роду Ахеадів. Цей рід був настільки впливовим, що деякі дослідники вважають його боковою гілкою Селевкідів. Принц усупереч традиції не став співправителем батька. Припускають, що на рішення Антіоха II не призначати наступника вплинули події 266 року до н.е. Тоді за звинуваченнями у змові було страчено спадкоємця престолу Селевка, старшого брата Антіоха II.
У липні 246 року до н. е. несподівано помер Антіох II в Ефесі, під час відвідин Лаодіки. Аппіан Александрійський звинувачував в отруєнні Антіоха його першу дружину. Однак Джон Грейнджер зазначав, що для пояснення хвороби та смерті Антіоха достатньо того, що він перебував у розпалі літа в середземноморському порту. Вважається, що помираючий Антіох оголосив своїм наступником сина Селевка через присутність при ньому Лаодіки.

## Східний похід
Укріпивши свої позиції на заході, Селевк вирушає у східний похід. Він мав на меті повернути східні провінції, котрі відокремилися від Держави Селевкідів під час періоду нестабільності. Ще у середині дев'ятнадцятого сторіччя серед науковців склалася думка, що похід був невдалим для басилевса. Хоча спочатку йому вдалося розбити парфян та змусити Арсака I втекти до апасіаків. Згодом парфяни взяли реванш, а Селевк був змушений повернутись у Сирію, щоб придушити нове повстання. Персі Гарднер навіть висловлював думку, що Селевк II потрапив у парфянський полон. Однак у цієї теорії були й противники. Так Й. Вольський вважав, що Селевк досяг успіху і зробив Арсака своїм васалом.

## Родина
Селевк був одружений зі своєю двоюродною сестрою Лаодикою II подружжя мало трьох дітей:
- Селевк III
- Антіох III Великий
- Антіохіда

Також Селевк II мав зв'язок з гетерами Містою та Нісою.

## Епітети
Відомо лише про одну епіклесу Селевка II, це Каллінік (дав.-гр. Καλλίνικος, Той хто одержує славетні перемоги). Невідомо коли і за яких обставин вона була запроваджена. Завдяки Полібію до нас дійшло також народне прізвисько басилевса — Погон (дав.-гр. Πώγων, Бородатий).

## Монети
Головною відмінністю монет Селевка II від попередників було зображення Аполлона. Дід та батько басилевса зображували Аполлона сидячим на омфалі. На монетах Селевка II Аполлон стояв обпершись рукою об триногу. Сидячий Аполлон зображувався лише на монетах з Ектабан та невідомого монетного двору розташованого у Сирії або Месопотамії. Вважається, що зміна зображення була пов'язана з Війною братів. Антіох Гіеракс на своїх монетах карбував традиційне зображення бога. Селевк II ввів нове зображення, щоб відрізняти свої монети від грошей повсталого брата.

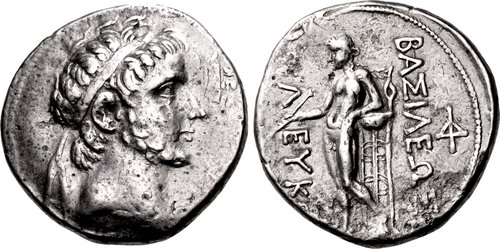
Тетрадрахма із зображенням бородатого Селевка II.

## Селевк II у мистецтві
- Історію протистояння Селевка II та Антіоха Гієракса описав Джованні Боккаччо у п'ятій книзі свого твору «Про нещастя знаменитих людей».
- Англійський поет Джон Ліндгейт взявши за основу твір Боккаччо написав поему «Падіння князів». Протистояння братів було описане у п'ятій книзі поеми.